# Emblemariopsis
Emblemariopsis es un género de peces marinos de la familia de los blénidos en el orden de los Perciformes.

## Especies
Existen las siguientes especies en este género:
- Emblemariopsis arawak (Victor, 2010)
- Emblemariopsis bahamensis (Stephens, 1961) - Tubícola cabezinegro.
- Emblemariopsis bottomei (Stephens, 1961)
- Emblemariopsis carib (Victor, 2010)
- Emblemariopsis dianae (Tyler y Hastings, 2004)
- Emblemariopsis diaphana (Longley, 1927)
- Emblemariopsis leptocirris (Stephens, 1970)
- Emblemariopsis occidentalis (Stephens, 1970)
- Emblemariopsis pricei (Greenfield, 1975)
- Emblemariopsis ramirezi (Cervigón, 1999)
- Emblemariopsis randalli (Cervigón, 1965)
- Emblemariopsis ruetzleri (Tyler y Tyler, 1997)
- Emblemariopsis signifer (Ginsburg, 1942) - Tubícola aletón o Sapito aletón.
- Emblemariopsis tayrona (Acero P., 1987) - Blenio del Tairona.